# Хоровой дирижёр
Хоровой дирижёр, хорме́йстер (от хор и нем. Meister — мастер, начальник) — дирижёр, специализирующийся на управлении хором. В современном представлении считается, что дирижёр оказывает решающее влияние на качество звучания хора.

## Терминология
В ряде случаев термин «хормейстер» используется в значении, близком к «главному дирижёру», чтобы подчеркнуть роль руководителя не только в исполнении произведения, но и в подготовке к нему, в общем художественном руководстве творческим коллективом. Однако К. К. Пигров, напротив, использует понятие «хормейстер» в более узком смысле, указывая, что работа хорового дирижёра складывается из компетенций музыкального педагога, музыканта-аналитика, дирижёра и хормейстера: под работой хормейстера он понимает выявление голосовой структуры произведения и соотнесение её с данными имеющегося в распоряжении дирижёра ансамбля. В то же время при исполнении опер и вокально-симфонических произведений выступлением хора, как правило, управляет дирижёр оркестра, тогда как хормейстер лишь готовит коллектив к выступлению; в этом случае функция хормейстера сближается с функцией корепетитора.

## История
Поскольку хор долгое время оставался музыкальным коллективом, используемым преимущественно в богослужебных целях, постольку руководство им осуществлялось состоящим на церковной службе головщиком, регентом, кантором. Близкие к функциям хормейстера обязанности в западноевропейских певческих школах и церквях, где наряду с хором использовался орган или инструментальный ансамбль, выполнял руководитель капеллы (фр. maître de chapelle, нем. Kapelmeister). С выделением светского хорового искусства в самостоятельную область возникла профессия хорового дирижёра, в большей степени родственная симфоническому и оперному дирижированию.
В Российской империи до революции 1917 года подготовка хоровых дирижёров (регентов, учителей школьного пения) была сосредоточена в двух профессиональных музыкальных учебных заведениях: Придворной певческой капелле в Санкт-Петербурге и Московском синодальном училище церковного пения. В дальнейшем отделения и кафедры хорового дирижирования открылись в консерваториях, музыкальных, музыкально-педагогических и педагогических училищах, институтах искусств и культуры. Практика и методика работы хорового дирижёра впервые в России были обобщены П. Г. Чесноковым в книге «Хор и управление им» (1940).

## Особенности работы
Эмансипируясь от церковного пения, светское, концертное хоровое исполнительство поставило перед дирижёром в первую очередь эстетические задачи, выходящие за пределы хорового исполнения как духовной практики. В то же время особенности хора требуют от дирижёра некоторых специфических навыков: так, А. И. Анисимов подробно останавливается на том, как правильно задавать хористам ауфтакт для взятия дыхания, на необходимости согласовывать индивидуальные тембры певцов в рамках одной голосовой партии и т. д..